# Romeu e Julieta (sobremesa)
Romeu e Julieta é uma tradicional sobremesa brasileira e portuguesa. No caso brasileiro, é composta por queijo e goiabada enquanto que no caso português a goiabada é substituída por marmelada. No caso brasileiro, além da apresentação original, essa combinação pode estar na forma de tortas, sorvetes, rolinhos, compotas, mousses, pizzas doces, entre outras. Seu nome é uma referência à tragédia homônima, clássico de William Shakespeare.
Sua provável origem se deu em Minas Gerais ainda durante o período colonial, quando os portugueses começaram a produzir queijo em suas colônias. Sendo o queijo representado pelo Romeu e a goiabada representada pela Julieta. Alternativamente, a criação da sobremesa é atribuída aos búlgaros.